# Friedrich Joachim Klähn
Friedrich Joachim Klähn (* 8. Dezember 1895 in Kiel; † 19. Dezember 1969 in Hamburg) war ein deutscher Schriftsteller und Propagandist.

## Leben und Wirken
Klähn war der Sohn von Friedrich Klähn und seiner Ehefrau Pauline, geb. Burkhardt. Sein Taufpate war Joachim von Preußen.
In seiner Jugend besuchte Klähn das Gymnasium. Zu Kriegsanfang 1914 erhielt er das Notabitur. Während des Ersten Weltkrieges kam Klähn als Meldegänger und dann als Offizier in Frankreich zum Einsatz. In den 1920er Jahren verfasste er ein Buch über die Geschichte seines Regiments, das Reserve-Infanterie-Regiment Nr. 86, dessen Erlös er für ein Denkmal seines Regimentes stiftete. Dieses Denkmal steht bis heute in Flensburg.
Um 1930 fand Klähn Anschluss an die NS-Bewegung. Insbesondere engagierte er sich in der Sturmabteilung (SA), dem Straßenkampfverband der Partei, in der er 1938 den Rang eines SA-Brigadeführers erreichte und innerhalb der Obersten SA-Führung die Abteilung Weltanschauung und Kultur leitete. Für die SA verfasste er eine Reihe von Propagandaschriften, die den SA-Dienst und die SA-Gemeinschaft romantisch verklärten. Seit Ende der 1930er Jahre verlegte er den Schwerpunkt seines schriftstellerischen Schaffens weg von (tendenziösen) Sachbüchern auf Romane, Erzählungen und Novellen.
Nach dem Zweiten Weltkrieg trat Klähn nur noch in geringem Maße an die Öffentlichkeit. Mit Ausnahme eines Buches in den 1950er Jahren veröffentlichte er keine größeren Werke mehr. Eine größere literaturwissenschaftliche Rezeption in der Sekundärliteratur der Nachkriegszeit ist nicht nachweisbar. In der Sowjetischen Besatzungszone bzw. der Deutschen Demokratischen Republik wurden die meisten seiner Bücher offiziell für die Entfernung aus den Bibliotheken vorgemerkt, wobei unklar ist in welchem Maße dies tatsächlich erfolgte.

## Werke (Auswahl)
- Geschichte des Reserve-Infanterie-Regiments Nr. 86 im Weltkriege. Bearbeitet auf Grund der amtlichen Kriegstagebücher, 1925.
- Sturm 138. Ernstes und viel Heiteres aus dem SA-Leben, Leipzig 1934.
- Mein Kamerad. Ein Handbuch der Erfahrungen, 1934.
- Reichswehr und Reichsmarine, Leipzig 1934.
- Dienst-Taschenbuch für Sturmführer, Truppführer, Scharführer, Leipzig 1934.
- Das gute Quartier, ein heiteres Laienspiel für die SA,
- Männer, Kämpfer, Soldaten, 1938.
- Wille und Vollendung. Auftrag und Durchführung der kulturellen Dienstgestaltung in der SA, München 1938.
- Soldat und Künstler, 1939.
- Nacht über Malmaison. November 1914, München 1940.
- Der Sergeant Weber, München 1940.
- Die Flucht. Erzählung aus dem Dreißigjährigen Krieg, 194?.
- Peter Pinkepank, Berlin 1941.
- Das Gastmahl, 1942.
- Der Geheimbund. Eine Schülergeschichte aus der Vorkriegszeit, München 1942.
- Timm der Tolpatsch, 1943.
- Käp’n Kölschbach – Der Blockadebrecher mit der glücklichen Hand,  Biberach 1958.
- Grüß mir die Heimat. Friedrich Klähn. Briefe 1914-1918, 1997. (herausgegeben von Gerad Brömel)